# Oscar Mulero
Óscar Mulero, originalmente Óscar Mulero Crecente, es un productor de techno y DJ originalmente de Madrid asentado en Asturias,  propietario de los actuales sellos discográficos PoleGroup Recordings y Warm Up Recordings. Es una de las figuras más influyentes de la escena electrónica española desde principios de los 90 y un destacado exponente del techno underground a nivel mundial desde sus producciones de principios de los 2000. 
Durante toda su carrera, ha podido actuar y ha sido relacionado con numerosos clubs relevantes como Tresor o festivales como Dekmantel. En el año 2019 celebró su 30 aniversario de carrera en Madrid actuando con colaboraciones especiales de Jeff Mills, Surgeon y Regis como British Murder Boys. 
Para agrandar su propuesta estética ha adoptado otros sobrenombres como Dr. Smoke o Trolley Route abarcando otras ramas del techno y la electrónica como el Dub. También ha participado en colectivos como Selección Natural formado junto a Tensal, Exium, Reeko o Christian Wünsch) o más recientemente El Joven Prisionero junto a AnotherMachines, publicado en su propio sello Warm Up. 
Con más de 30 años de trayectoria musical Oscar Mulero es considerado uno de los mejores DJ y productores de techno de la historia.

## Primeros pasos
A finales de los 80 y principio de los 90, comenzó a pinchar en clubs madrileños como Imposible, New World u Overdrive que estaban orientados a géneros como el EBM, New beat o el techno. Este se considera a menudo el comienzo de su carrera profesional. Pudo estos años tuvo contacto por primera vez con un estudio al aparecer en el recopilatorio de New World.  
En 1994 también se convirtió en el fundador del club The Omën en Madrid; un local emblemático situado en la zona de Argüelles con una propuesta centrada totalmente en el techno. Este local no guardaba ninguna relación con Omen club de Frankfurt cofundado por Sven Väth del que entonces desconocía de su existencia. Durante esta época, coincide con artistas locales como Groof con los que profundiza en la producción musical mientras mantenía las actuaciones en su local.  
El año 1994 fue el año donde realizó su primera actuación en el extranjero en Tolousse (Francia) en el club Sigha. Este año fue especialmente relevante porque coincidió la creación de los festivales de música electrónica Sónar (festival) y Monegros cogiendo el relevo de la creciente influencia de la música electrónica en España tras el impacto del movimiento de La Ruta.   
Tanto en Monegros como en Sónar ha podido actuar en numerosas ocasiones, por ejemplo, en la edición de 1996 donde compartía cartel con artistas como Jeff Mills o Richie Hawtin, lo que le sirvió para comenzar a ganar proyección exterior.   
Aprovechando el creciente éxito de Óscar, en 1998, el sello So Dens cercano al festival Sónar lanzó su mix titulado About Discipline And Education incluyendo en los cortes artistas como: Luke Slater, Surgeon, DJ Hell o Female. El impacto de esta publicación lo ayudó a sumar aún más recorrido internacional.  

## EPs
Algunos de sus EPs tempranos más relevantes podrían ser: Bandulero, Altered State, Anaconda que fueron cruciales para su desarrollo posterior.    
Bandulero (2000) se trató de su primer EP propio y fue publicado en el sello francés Kobayasi.  El EP Altered State lanzado en Coda Records (2002) supuso su primera referencia en el sello del influyente  James Ruskin. Anaconda (2002), fue lanzado junto a Ben Sims en su sello Theory Recordings convirtiéndose en uno de sus temas más aclamados. Incluso a día de hoy, artistas como Kr!z, el fundador de Token Records, siguen incluyendo este tema en sus sesiones. Bajo el se Pure Plastic Mark Broom donde también y lanzó su primer álbum A Occhi Chiussi (2003) bajo el aliasde Trolley Route donde asienta las bases para trabajos más maduros y de larga duración.    
Con estas publicaciones consiguió referencias en sellos renombrados con los que pudo ampliar tanto sus actuaciones internacionales como DJ como su repercusión. En todas ellas ha seguido explorando  A lo largo de su carrera, ha sumado referencias en sellos de techno tan relevantes como: Tresor, Token, Mord o Semantica además de en sus propios sellos.     

## Sellos discográficos
Para sortear las inconveniencias en la publicación, decidió fundar su propio sello.  Tenía como referencia sellos que han influido en su sonido como Axis Records y Downwards. Desde el año 2000, dirige Warm Up Recordings y desde 2004 se le sumó PoleGroup Recordings. Cada uno de ellos sigue en activo y cuenta con más de 100 referencias en la actualidad. En Warm Up da cabida a artistas con un sonido techno más experimental o diverso. En cambio, en PoleGroup, también conocido como Pole Recordings desde su relanzamiento en el año 2010, se centra en un sonido más específico. En estos sellos han aparecido artisas como: Tensal, Exium, Reeko, Christian Wünsch o Kwartz por citar a algunos. 

## Álbumes
Aunque ya había realizado algunos trabajos de larga duración, no fue hasta Grey Fades To Green (2011) hasta que pudo firmar un largo con su nombre. El trabajo se centró un disco conceptual donde la mitad de temas estaban agrupados bajo la etiqueta Green y la otra en Grey. y aunque en trabajos cercanos al IDM e influenciados por grupos pioneros de la electrónica como Autechre que conoció durante sus días en el club The Omën o Boards of Canada.  
En su álbum de 2012, Black Propaganda, redefinió su sonido recibiendo críticas notoriamente positivas que tuvieron gran repercusión en la comunidad techno online.  Desde una estética particularmente oscura y contundente influenciada por el malestar y las circunstancias de la crisis económica y social durante ese momento en España, exploraba tanto un techno con un tempo más bajo con el que hasta entonces más se le asociaba, como un sonido más atmosférico o cerebral.  
En su disco Biosphera también seguiría en esta  
En publicaciones posteriores como en Muscle & Mind, lanzado en 2015, esta búsqueda se haría aún más evidente, donde hay cortes rotundos como otros a aún a más bajas velocidades. La culminación de un álbum completo con ritmos más lentos la produciría en A Perfect Peace (2018) y el EP Acceptance (2018) que se centraban en un techno totalmente atmosférico y experimental, alejado de la pista de baile. 
En su último disco, "Have You Ever Retired A Human By Mistake?" (2024) se ha inspirado fuertemente de películas de ciencia ficción, especialmente de Blade Runner. Su título y los de las canciones los toma de citas de la película.

## Proyectos audiovisuales
También ha producido proyectos audiovisuales con actuaciones en vivo como Light and Dark (2011), Biolive (2013) o Monochrome AV (2015).
Light & Dark fue su primera experiencia desplegando un  y lo desarrolló fiumfoto. 
Biolive desarrollado junto al colectivo artístico Fium, servía como puesta en escena del disco Biosfera centrándose en una narrativa entre lo analógico y lo digital a través de una puesta en escena con sonido en directo e imágenes de paisajes o detalles materiales del norte de España.
Monochrome AV con Javier Bejarano y Natalia Soares, se presentaba como una experiencia audiovisual en directo del disco A Perfect Peace. Inspirado en una serie fotográfica que Javier Bejarano había realizado del cementerio Hightgate de Londres, para la puesta en escena se amplió la serie con fotografía fija y en movimiento con metraje mezcla de digital de alta calidad con analógica en película de 8 y 16 mm.  A Perfect Peace es un trabajo que se centraba más en un 

## Producción
Otra faceta quizá más desconocida, es la de su trabajo como productor y mezclador en proyectos junto a artistas como Fasenuova en Aullidos Metálicos (2018) o Territoire en su álbum Alix (2018). Ambos trabajos lanzados en el sello discográfico Humo Internacional. 

## Discografía[3]
Álbumes
- Have You Ever Retired A Human By Mistake?, Warm Up Recordings, 2024
- The Beauty Of Leaving A Legacy, Semantica Records, 2019
- Perfect Peace, Semantica Records, 2018
- Muscle And Mind, PoleGroup Recordings, 2015
- Biosfera, Detroit Underground, 2013
- Black Propaganda, Warm Up Recordings, 2012
- Grey Fades To Green, Warm Up Recordings, 2011

EP´s y singles
- The Stranger, Token, 2024
- Poisonality, PoleGroup Recordings, 2024
- Oscar Mulero / PWCCA, Asteroidal Dust, Inducted Waves, 2022
- Desde La Boca del León, PoleGroup Recordings, 2022
- Tormenta, PoleGroup Recordings, 2021
- Oscar Mulero / Umwelt, Rave Or Die 14, 2021
- Mannequin, Suburban Avenue, 2021
- Titan, Token, 2021
- Oscar Mulero / P.E.A.R.L., Blood In The Water, Falling Ethics, 2020
- Called Nature, Warm Up Recordings, 2020
- Gradual Blending, Warm Up Recordings, 2020
- Kessell, Head Dress, Oscar Mulero – 5 Years Of Granulart C/D Disc, Granulart Recordings, 2020
- Paradisaea, Hospital Productions, 2019
- Opposite, Warm Up Recordings, 2019
- Dualistic Concept, PoleGroup Recordings, 2018
- Acceptance, Semantica Records, 2018
- Electric Shades, Token, 2018
- Out Of Field, PoleGroup Recordings, 2018
- Contents "Pattern Series 4 Remixes" Part. II, Warm Up Recordings, 2017
- Contents "Pattern Series 4 Remixes" Part. I, Warm Up Recordings, 2017
- Arcade, Warm Up Recordings, 2016
- Elementary Geometry, Faut Section, 2016
- Spatial Sequence Synesthesia, Mord, 2016
- Hyperbolic Paths, Token, 2016
- Contents, Warm Up Recordings, 2016
- Pulse One, Kessell, Oscar Mulero, The Parallel, Deaxmade – SALESPACK incl. 005 / 003 / 002, Granulart Recordings, 2016
- Senses, Warm Up Recordings, 2015
- Electric Storm, PoleGroup Recordings, 2014
- Break Down Remixes, HueHelix, 2014
- Vertigo, Warm Up Recordings, 2014
- Accelerometer Operation Principle, Semantica Records, 2014
- Black Propaganda Reconstructed Part II, Warm Up Recordings, 2013
- Black Propaganda Reconstructed Part I, Warm Up Recordings, 2013
- Break Down, HueHelix, 2013
- Horses, PoleGroup, 2011
- Synchronous Rotation, PoleGroup, 2011
- Paul Boex / Oscar Mulero - Hate Is Love EP, Dynamic Reflection, 2010
- Exium / Oscar Mulero - 1996 / Nothing To Prove, Warm Up Recordings, 2010
- Asteroid Belt EP, Labyrinth, 2010
- Oscar Mulero: Svreca - As Thin As Christ, Semantica Records, 2009
- Selección Natural Parte 4, Warm Up Recordings, 2009
- Take Seven EP, Token, 2008
- Process And Reality, Warm Up Recordings, 2008
- Oscar Mulero / Christian* - Newrhythmic 7, New Rhythmic, 2008
- 46, Warm Up Recordings, 2007
- Implant EP, Warm Up Recordings, 2007
- Only Dead Fish Go With The Flow, Tresor, 2007
- The Damage Done, OM Digital, 2007
- Won't Tell You, OM Digital, 2007
- Exium & Oscar Mulero - Deadly Weapons, Nheoma, 2005
- Christian Wünsch / Oscar Mulero - El Silencio Habla / Fully Sanctioned, PoleGroup, 2005
- The Gothic Window Effect, Mental Disorder, 2005
- Pro-Files, Warm Up Recordings, 2004
- Oscar Mulero & Go Hiyama - Art & Strategy, Warm Up Recordings, 2004
- El Hombre Duplicado, Surface, 2004
- Down Force EP, Mainout, 2004
- Anaconda, The Remixes, Theory Recordings, 2004
- Primary Instincts, PoleGroup, 2004
- Oscar Mulero & Christian Wünsch - The Damage Done Part 2, Tsunami Records, 2004
- Christian Wünsch & Oscar Mulero - The Damage Done, PoleGroup, 2004
- The Nine, Warm Up Recordings, 2003
- Floodland EP, Warm Up Recordings, 2002
- Learning To Be A Machine, Warm Up Recordings	, 2002
- In Bad Company, Theory Recordings, 2002
- Ben Sims / Oscar Mulero - Oblivion / Anaconda, Theory Recordings, 2002
- CV. Is Dead..., Warm Up Recordings, 2002
- Altered State EP, Coda Records, 2002
- Christian Wünsch / Oscar Mulero - Unexpected, Sheep Records, 2002
- Christian Wünsch / Oscar Mulero - Offshore, Tsunami Records, 2001
- Double Sided Hospital – Medical Mesh EP, Warm Up Recordings, 2000
- Bandulero, Kobayashi Recordings, 2000
- Sans Souci EP, Warm Up Recordings, 2000

como Trolley Route
Albums
- Vibrant Colours, Semantica Records, 2023
- Exercise Two, OM Digital, 2009
- A Occhi Chiusi, Pure Plastic, 2003

EP´s o singles
- Form Factor EP, Chaval Records, 2010
- World´s Waiting, Cray1 Labworks, 2008
- Trolley Route vs. Arcanoid – Zero / Detroit City, Minuendo Recordings, 2007
- A Occhi Chiusi(Remixes), Pure Plastic, 2003